# Solenostoma flavi-albicans
Solenostoma flavi-albicans là một loài rêu tản trong họ Jungermanniaceae. Loài này được (Amak. & Grolle) Váňa & D.G. Long mô tả khoa học lần đầu tiên năm 2009.